# 蓬普
蓬普（義大利語：Pompu），是意大利奥里斯塔诺省的一个市镇。总面积5.13平方公里，人口289人，人口密度56.3人/平方公里（2009年）。ISTAT代码为095042。